# Hot to Go!
Hot to Go! è un singolo della cantante statunitense Chappell Roan, pubblicato l'11 agosto 2023 come nono estratto dal primo album in studio The Rise and Fall of a Midwest Princess.

## Antefatti e descrizione
Chappell Roan ha composto il brano due settimane prima dell'inizio del Naked in North America Tour con l'intenzione di realizzare musica sciocca per dar sfogo al proprio bambino interiore che vuole «giocare a travestirsi tutto il tempo, ballare e fare l'antipatico». Durante un'intervista concessa a Vanity Fair, Roan ha affermato che attraverso la canzone ha realizzato il proprio sogno adolescenziale di essere una cheerleader, aggiungendo di non essersi candidata per il ruolo durante il liceo poiché «non si riteneva adeguata». Oltre ai cori tipicamente eseguiti dalle cheerleader, un'altra fonte di ispirazione per Roan è stata un'esibizione del gruppo dei Queen di Radio Ga Ga presso il Wembley Stadium di Londra.
Roan ha descritto Hot to Go!, per cui è ricorsa all'impiego del sintetizzatore come una versione maggiormente gay di YMCA. Dal punto di vista lirico, Roan «serve se stessa su un piatto d'argento, felice di essere gustata e persino di assaporare l'opportunità di essere bramata... simulando l'ossessione mentale a cui ci si può sottoporre in presenza di una persona attraente»; il testo «insegna a ballare la canzone e a dire ai suoi futuri amanti che è pronta e in attesa di passare del tempo con loro».

## Tracce
Testi e musiche di Kayleigh Amstutz e Dan Nigro.
1. Hot to Go! – 3:04

## Classifiche

### Classifiche settimanali
| Classifica (2024) | Posizione massima |
| ----------------- | ----------------- |
| Australia         | 19                |
| Canada            | 19                |
| Filippine         | 55                |
| Irlanda           | 10                |
| Nuova Zelanda     | 20                |
| Regno Unito       | 4                 |
| Stati Uniti       | 15                |

### Classifiche di fine anno
| Classifica (2024) | Posizione |
| ----------------- | --------- |
| Australia         | 99        |
| Canada            | 61        |
| Regno Unito       | 33        |
| Stati Uniti       | 53        |